# (7083) Kant
(7083) Kant  es un asteroide perteneciente al cinturón de asteroides, descubierto el 4 de febrero de 1989 por Eric Walter Elst desde el Observatorio La Silla, en Chile.

## Designación y nombre
Kant se designó inicialmente como 1989 CL3.
Más adelante fue nombrado en honor al filósofo alemán Immanuel Kant (1724-1804).

## Características orbitales
Kant orbita a una distancia media del Sol de 2,8049 ua, pudiendo acercarse hasta 2,1683 ua y alejarse hasta 3,4414 ua. Tiene una excentricidad de 0,2269 y una inclinación orbital de 6,8253° grados. Emplea en completar una órbita alrededor del Sol 1715 días.

## Características físicas
Su magnitud absoluta es 12,9. Tiene 13,374 km de diámetro. Su albedo se estima en 0,075.